# شهرستان کاپلا
شهرستان کاپلا (به لاتین: Kapela) یک منطقهٔ مسکونی در کرواسی است که در شهرستان بیلوار-بیلوگورا واقع شده‌است.